# Пиер Бул
Пиер-Франсоа-Мари-Луис Бул (на френски: Pierre-François-Marie-Louis Boulle) е френски писател на научна фантастика.

## Биография и творчество
Роден е в Авиньон на 21 февруари 1912 Следва за електроинженер в Париж.
През 1938 г. се премества в Малайзия, близо до Куала Лумпур, където започва работа като надзирател в каучукова плантация. След избухването на Втората Световна Война се присъединява към армията в Индокитай. По време на окупацията на родината му от германските войски Бул става член на френската съпротива в Сингапур и служи като таен агент под името Питър Джон Рул. През 1942 г. попада в плен на японците при река Меконг и прекарва две години, работейки в пленнически лагер край Сайгон. Успява да избяга и служи в Британските специални части. След края на войната пътешества отново до Малайзия и Камерун.
Пиер Бул се завръща във Франция, носейки със себе си впечатления за екзотични кътчета, но и опит от безсмисления ужас на войната. През 1950 година излиза първият му роман, „Уилям Конрад“, базиран на записките в собствения му дневник по време на пленничеството му. Големият успех идва с „Мостът на река Куай“ (1952 г.) – история за противопоставянето между европейски и японски предразсъдъци и приятелството между войници, чийто финал носи така характерната за автора горчива ирония. По-късно, през 1957 г. е филмиран в едноименния филм, придобива световна известност и печели редица престижни награди, между които и шест на Филмовата академия от общо осем номинации.
Първите му стъпки в научнофантастичния жанр раждат „Абсурдни приказки“ (1953). Следват „E=MC2“ (1957), „Човекът, който мразеше машините“ (1957), „Градината на Канашима“ (1964), „Благотворителни истории“ (1965), „Quia Absurdum“ (1970), „Игри на разума“ и др.
Бул не се отказва и от реализма – „Лицето“ (1953), „Палач“ (1954), „Изпитанието на белите хора“ (1955), „Другата страна на монетата“ (1958), „За благородна кауза“ (1960), „Професията на Господ Бог“ (1960), „Фотографът“ (1967), „Ушите на джунглата“ (1972).
През 1963 г. излиза книгата на Бул „Планетата на маймуните“, която прави своя автор много популярен. По нея е направен филм през 1968 г., а по-късно е пуснат и сериал. Знаменитият му роман „Планетата на маймуните“ и до днес остава един от шедьоврите не само на научната фантастика, но и на световната литература като цяло. Едно криво огледало на нашата цивилизация, показващо едновременно едно невероятно, но и твърде възможно бъдеще, в което самоуверената гордост на човешката раса я обрича на гибел.